# Lego The Simpsons
Lego The Simpsons est une gamme du jeu de construction Lego créée en 2014 dérivée de la série télévisée d'animation Les Simpson. Elle est lancée peu de temps avant une série de Lego Minifigures.

## Sets

### Sous The Simpsons
| Nom original       | Nom français          | no de référence | Date de sortie                                          | Nbr de pièces | Figurines                                                                                   |
| ------------------ | --------------------- | --------------- | ------------------------------------------------------- | ------------- | ------------------------------------------------------------------------------------------- |
| The Simpsons House | La maison des Simpson | 71006           | 16 janvier 2014 pour les clients VIP ; 1er février 2014 | 2553          | Homer Simpson, Marge Simpson, Bart Simpson, Lisa Simpson, Maggie Simpson, Ned Flanders      |
| The Kwik-e-Mart    | Kwik-E-Mart           | 71016           | 1er mai 2015                                            | 2179          | Homer Simpson, Marge Simpson, Bart Simpson, Apu Nahasapeemapetilon, Chef Wiggum, Le Serpent |